# Vermes Magda
Vermes Magda (Budapest, 1903. augusztus 8. – Budapest, 1986. május 6.) műfordító, könyvkereskedő.

## Élete
Vermes (Wirtschafter) Móric (1865–1930) orvos és Kohn Ida (1879–1971) gyermekeként született zsidó családban. Budapesten érettségizett az Országos Nőképző Egyesület Leányiskolájában 1921-ben, de a numerus clausus miatt nem tanulhatott tovább. Ezt követően elvégzett egy kereskedelmi tanfolyamot, s könyvkereskedőként helyezkedett el a Singer és Wolfner vállalatnál. Könyvesbolti eladóként dolgozott évtizedekig; 1963-ban mint az Állami Könyvterjesztő Vállalat (ÁKV) dolgozója vonult nyugdíjba. Angol és német szépirodalmat fordított.
A Kozma utcai izraelita temetőben helyezték végső nyugalomra.

## Főbb fordításai
- St. Hujm: Aranyváros (Budapest, 1955)
- Pierre La Mure: Moulin Rouge (Budapest, 1959)
- Arnold Zweig: Nyugati Krónika (Budapest, 1961)
- Morton Thompson: Az élet ára (Budapest, 1962)
- Margo Scharten-Antink: Giorgione (Budapest, 1972)
- Robert Payne: Caravaggio élete (Budapest, 1976, 1982)
- Agatha Christie: Hétvégi gyilkosság: bűnügyi regény (Budapest, 1977)
- Gilot Francoise: Életem Picassóval (Budapest, 1978)
- Rényi Edit: Megbékélés (Budapest, 1979)
- David Weiss: A velencei: Tiziano élete (Budapest, 1980)
- Ingrid Möller: Vermeer van Delft életregénye (Budapest, 1983)
- Agatha Christie: Nemezis (Budapest, 2011)

## Díjai, elismerései
- Kiváló dolgozó (1972)